# Matthäuskirche (Braunschweig)

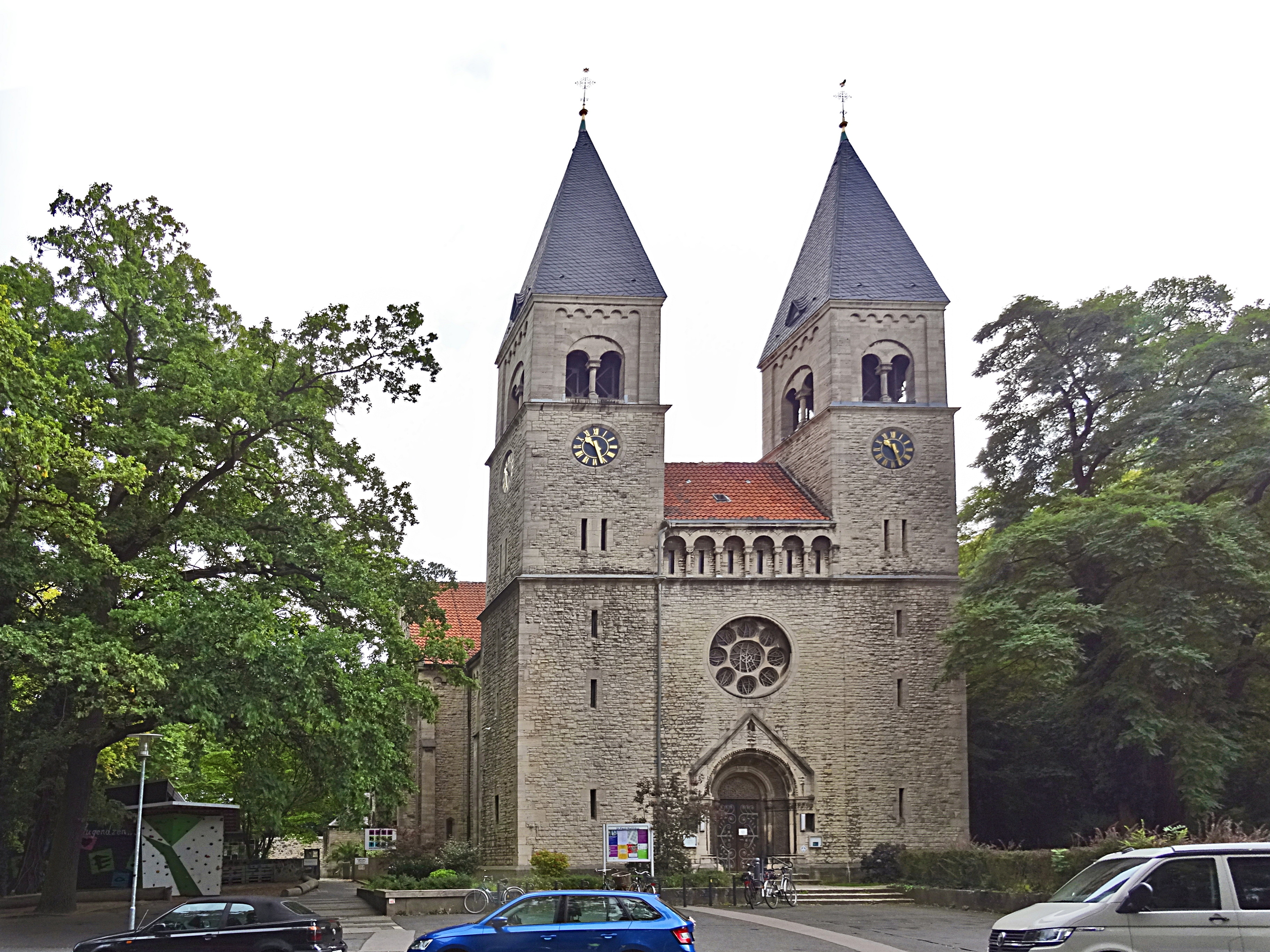
St. Matthäus von Westen

Die Matthäuskirche in Braunschweig ist eine evangelisch-lutherische Kirche an der Herzogin-Elisabeth-Straße im Östlichen Ringgebiet. Die Kirche im historistischen Neoromanik-Stil wurde 1904 eingeweiht und liegt zwischen Stadtpark und Prinzenpark. Von 1904 bis 1944 wurde sie vom Militär als Garnisonkirche genutzt. Seit 2009 wird die Matthäuskirche auch als Jugendkirche Braunschweigs genutzt.

## Geschichte

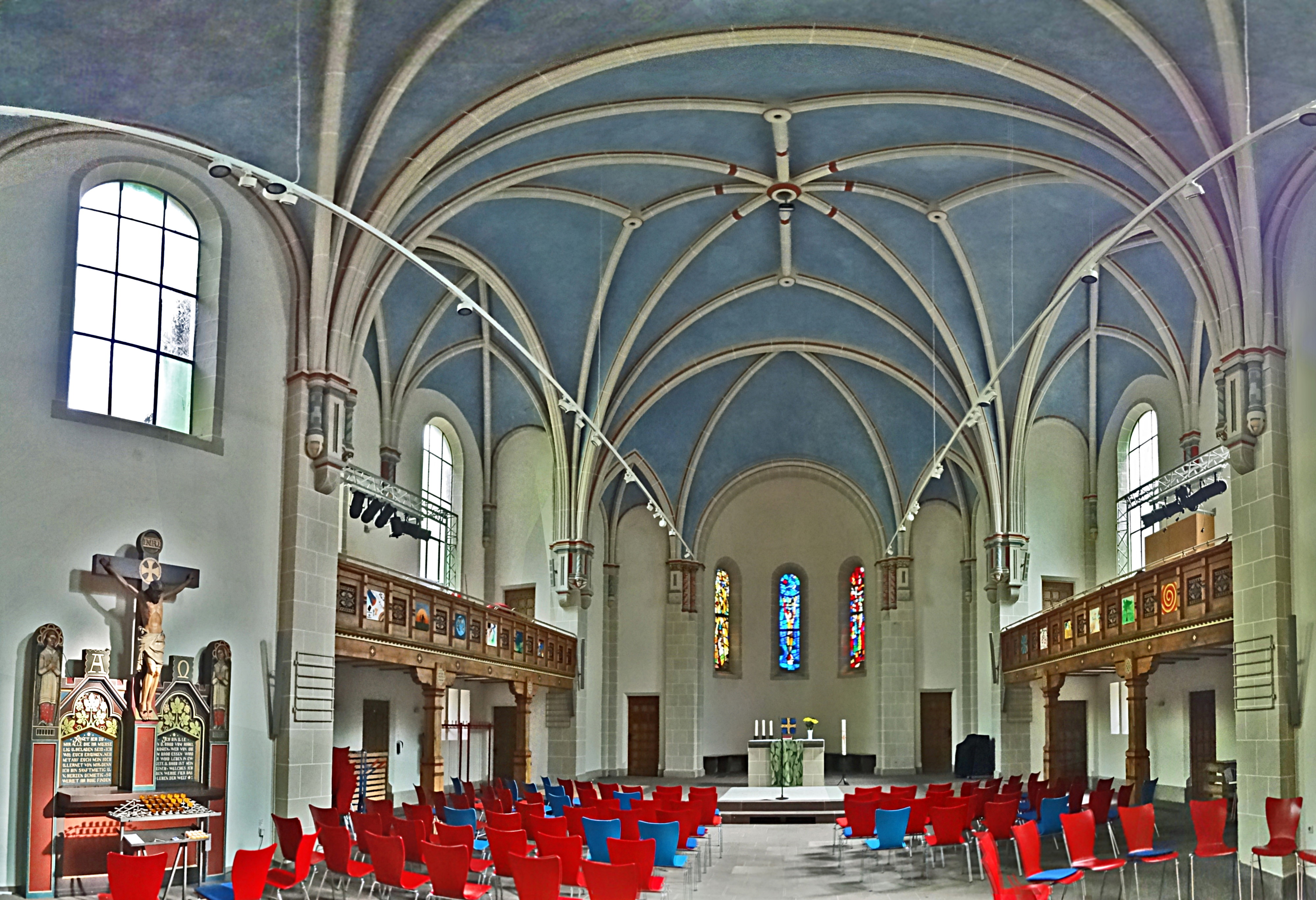
Innenansicht

Bis zum 8. Dezember 1811 diente die Aegidienkirche als Garnisonkirche, danach wurden die Militärgottesdienste in den Dom verlegt. Die Garnisonkirche wurde am 18. Dezember 1904 eingeweiht. Am 26. Februar 1922 fand die Weihe der Glocken aus Stahl statt. Die Bronzeglocken von 1904 waren im Ersten Weltkrieg eingeschmolzen worden. Bei dem Luftangriff vom 14./15. Oktober 1944 auf Braunschweig wurden das Dach der Kirche beschädigt und die Glasfenster zerstört. Plünderungen und Beschädigungen nach Kriegsende machten eine Nutzung zunächst unmöglich. Außerdem gehörte das Gebäude dem Staat und nicht der Landeskirche. Die Militärgemeinde hatte sich ebenfalls aufgelöst.

Am 1. April 1966 wurde die evangelisch-lutherische Matthäusgemeinde gegründet und die Garnisonkirche in St. Matthäuskirche umbenannt. Nach ihrer – purifizierten – Wiederherstellung fand am 2. Juni 1967 ihre Einweihung als evangelisch-lutherische Gemeindekirche statt. Am 27. Oktober 1968 wurde die neue Orgel von E. F. Walcker & Cie. mit 20 Registern, verteilt auf 2 Manuale und Pedal, in Benutzung genommen. 

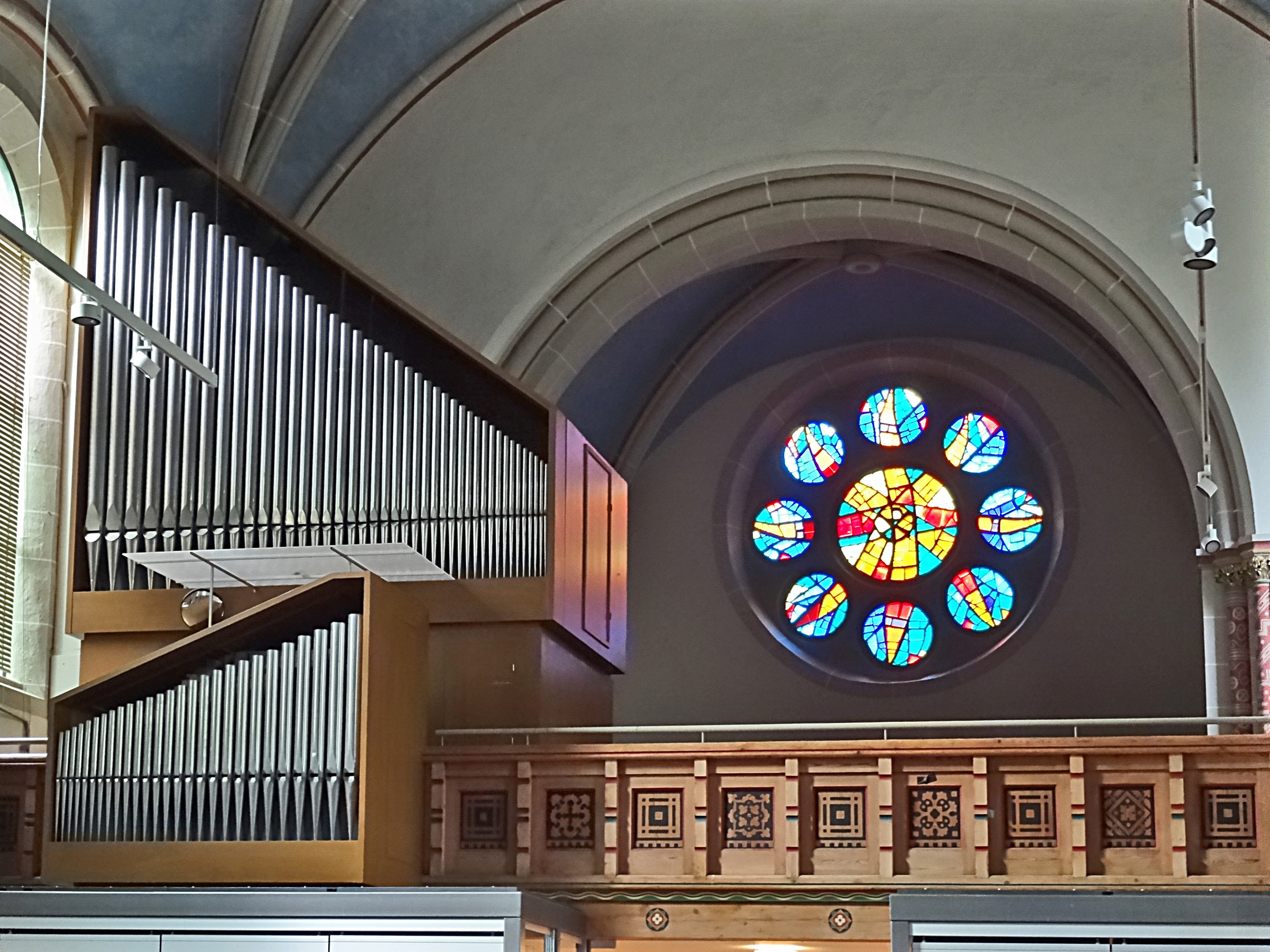
Die Orgel

In den 1970er Jahren erfolgte der Bau eines Gemeindezentrums; die Schlüsselübergabe fand am 1. März 1973 statt. Am 18. April 1980 wurden die Dacherneuerungsarbeiten an den Türmen abgeschlossen und eine neue Wetterfahne angebracht.
Am 5. Dezember 2004 feierte man mit einem Festgottesdienst das 100-jährige Bestehen der Kirche. Am 31. Oktober 2009 wurde das Gotteshaus als Jugendkirche Braunschweig in Benutzung genommen. Da die Pfarrgemeinde St. Matthäus mit St. Pauli fusionierte, wird St. Matthäus auch noch von der Pauli-Matthäusgemeinde genutzt. Das bei einer Renovierung mit Freilegung alter Bemalungen wieder auf den Altar angebrachte neoromanische Altarretabel ist derzeit an der nördlichen Seitenschiffwand abgestellt (Stand 2017).